# حريق الأرشيف الوطني 1978 (امريكا)
حريق أرشيف الأرشيف الوطني عام 1978 (بالإنجليزية: 1978 National Archives vault fire) هو حادث حريق كبير وقع في 7 ديسمبر 1978 في مستودع الأفلام التابع لـهيئة الأرشيف والسجلات الوطنية (National Archives and Records Administration) في سوتلاند، ماريلاند، الولايات المتحدة. أدى الحريق إلى تدمير نحو 12.6 مليون قدم من أفلام الأخبار الخاصة بشركة يونيفرسال بيكشرز، والتي وثّقت أحداثًا تاريخية بين عامي 1929 و1951.

## المواد المفقودة
من بين أبرز المواد التي فُقدت في الحريق:
- لقطات من الهجوم على بيرل هاربر
- مشاهد نادرة من الحرب العالمية الثانية
- تسجيلات مصورة لأحداث الكساد الكبير في ثلاثينيات القرن العشرين.[2]

## التحقيقات
أُجريت تحقيقات فدرالية بعد الحادث لتحديد سبب اندلاع الحريق، وأشارت التقارير إلى أن المادة الرئيسية التي ساهمت في الاشتعال كانت أفلام نيترات السليلوز القابلة للاشتعال بشدة. لم يتم التأكد ما إذا كان هناك تماس كهربائي أو مصدر حراري مباشر، لكن نتائج التحقيق دفعت الجهات المعنية إلى التشديد على معايير السلامة في الأرشيفات الفيدرالية.

## أثر الحريق على سياسات الحفظ
عقب الحريق، أطلقت هيئة الأرشيف والسجلات الوطنية مبادرات لحماية المواد السينمائية الحساسة، وتم إنشاء مراكز حفظ متخصصة ذات درجات حرارة منخفضة ورطوبة محكومة. كما جرى تحويل عدد كبير من الأفلام التاريخية إلى صيغ أكثر أمانًا مثل الأسيتات والبوليستر، وتم وضع بروتوكولات جديدة للتعامل مع مواد نيترات السليلوز.